# Liste des intendants des finances

## Liste des intendants des finances entre 1552 et 1791
- André Guillard (1552-1557) ;
- Marc de la Rue de La Couste (1552-1556) ;
- Jean Leconte de Voisinlieu (1552-1573) ;
- Claude Burgensis du Coguier (1552-1568) ;
- Jean de Saint-Marcel d'Avençon (1556-1559) ;
- Jacques Hurault de Vibraye (1557-1567) ;
- Antoine Bohier de Chesnaye (1559-1560) ;
- Jean Ferey de Durescu (1559-1567) et (1568-1573) ;
- Étienne Lalemant de Vouzay (1559-1560) ;
- Charles Leprévot de Grandville (1560-1568) ;
- Nicolas de Verdun (1567-1569) ;
- Pierre Brulard (1567-1569) ;
- Pierre Clausse de Marchaumont (1568-1577) ;
- Pierre Sarred (1569-1570) ;
- Guillaume de Marillac (1569-1573) ;
- Jean Camus de Saint-Bonnet (1570-1579) ;
- Jean Chastelier du Milieu (1573-1580) en surnombre ;
- Claude Marcel (1573-1590) (†) ;
- Olivier Le Fèvre d'Ormesson (1573-1578) ;
- Benoît Myllon d'Olainville (1573-1584) ;
- Robert Miron de Chenailles (1576-1588) en surnombre ;
- Étienne de Bray (1579-1580) ;
- Étienne Hennequin de Cury (1579-1580) ;
- Adrien Pétremol de Rosières (1587-1592) (†) ;
- Michel Sublet d'Heudicourt (1589-1599) (†) ;
- Charles de Saldaigne d'Incarville (1589-1596) ;
- Jacques Vallée des Barreaulx (1589-1596) ;
- Pierre Mollan (1589) ;
- Jacques Lallier (d)  (1590-1592) (†) ;
- Mathieu Marcel (1591-1596) ;
- Octavien Dony d'Attichy (1592-1596), (1597-1598) et (1610-1614) ;
- Gilbert Gombaud (1592) (†) ;
- Louis Guibert de Bucy (1592-1596) ;
- Louis Picot de Santeny (1593-1596) et (1599) ;
- Jean de Vienne (1594-1596) et (1599) ;
- Raymond de Viçose (1594-1596) ;
- Pierre de Prugue (1594-1596) n'a pas exercé la fonction ;
- Gilles de Maupeou (1600-1608) et (1611-1621) ;
- Isaac Arnauld (1605-1617) (†) ;
- Louis Dollé (1614-1616) (†) ;
- Charles Duret de Chevry (1615-1633) ;
- Pierre de Castille (1616-1623) et (1626-1629) ;
- Pierre Baudouyn de Soupir et des Portes (1617-1623) et (1624-1626) (†) ;
- Guichard Déageant (1617-1621) ;
- Claude Malier du Houssay (1621-1641) (†) ;
- Thomas Le Clerc (1621-1624) (†) ;
- Charles Le Beauclerc (1623-1624) ;
- Louis Tronson (1624-1626) ;
- François Sublet de Noyers (1629-1636) ;
- Michel Particelli d'Émery (1631-1643) ;
- Claude Cornuel (1634-1638) (†) ;
- Jacques Tubeuf (1638-1650) ;
- Séraphin de Mauroy (1640-1658) ;
- Étienne Le Charron (1643-1649) (†) ;
- Pierre Malier de Montharville (1643-1650) ;
- Jacques Le Tillier (1649-1662) ;
- Jacques Bordier (1649-1660) (†) ;
- Guillaume de Bordeaux (1649-1660) (†) ;
- Étienne Foullé (1649-1658) ;
- Denis Marin (1650-1678) (†) ;
- Barthélemy Hervart (1650-1657) ;
- Pierre Gargam (1650-1657) (†) ;
- Jacques Paget (1654-1658) ;
- Guillaume Brisacier (1654-1658) ;
- Claude Housset (1654-1658) ;
- Claude de Boylesve (1654-1658) ;
- Jacques Amproux de Lorme (1657-1658) ;
- Bernard de Fieubet de Caumont (1657-1658) ;
- Jean-Baptiste Colbert  (1661-1666) ;
- Vincent Hotman de Fontenay (1666-1683) (†) ;
- Nicolas Desmarets (1678-1684);
- Michel Le Peletier de Souzy (1684-1700) ;
- François Le Tonnelier de Breteuil (1684-1701) ;
- Louis Phélypeaux de Pontchartrain (1687-1689) ;
- Nicolas Heudebert du Buisson (1690-1714) ;
- Michel Chamillart (1690-1699) ;
- Louis Urbain Lefebvre de Caumartin (1690-1715) ;
- Joseph Jean-Baptiste Fleuriau d'Armenonville (1690-1708) ;
- Armand Roland Bignon de Blanzy (1699-1709) ;
- Michel Robert Le Peletier des Forts (1700-1715) ;
- François Guyet de la Faye (1703-1715) ;
- Alexandre Le Rebours (1704-1715) ;
- Jacques Poulletier (1708-1715) ;
- Charles Henri de Malon, seigneur de Bercy (1709-1715) ;
- Louis Fagon (1714-1715) et (1722-1744) (†) ;
- Henri François de Paule Lefèvre d'Ormesson (1722-1756) (†) ;
- Jean-Baptiste de Gaumont (1722-1735) ;
- Charles Gaspard Dodun (1722) ;
- Gabriel Taschereau de Baudry (1722-1755) (†) ;
- Félix Claude Le Peletier de La Houssaye de Signy (1722-1748) ;
- Louis Michel Berthelot de Monchesne (1725-1726) ;
- Jean-Jacques Amelot de Chaillou (1726-1737) ;
- Daniel Trudaine (1735-1769) ;
- Jean-Louis Henri Orry de Fulvy (1737-1751) (†) ;
- Jean de Boullongne (1744-1757) ;
- Jean Dominique Barberie de Courteilles (1748-1767) ;
- Jacques Bernard Chauvelin de Beauséjour (1751-1766) ;
- François Marie Peyrenc de Moras (1755) ;
- Jean-Louis Moreau de Beaumont (1756-1777) ;
- François Marie Lefèvre d'Ormesson (1756-1775) (†) ;
- Jean-Nicolas de Boullongne (1757-1771) ;
- André François Langlois (1763-1771)
- Charles Robert Boutin (1766-1771) et (1774-1777) ;
- Augustin Henri Cochin (1767-1771) ;
- Jean-Charles Philibert Trudaine de Montigny (1769-1777) ;
- Joseph François Foullon (1771-1774) ;
- Antoine-Jean Amelot de Chaillou (1774-1776) ;
- Henri François II Lefèvre d'Ormesson (1775-1777) ;
- François Fargès (1776-1777) ;
- Gabriel Isaac Douet de La Boullay (1787) ;
- Antoine Louis Blondel (1787-1791) ;
- André Charles de Bonnaire de Forges (1787-1791) ;
- Antoine-Louis Chaumont de La Millière (1787-1791) .